# (73948) 1997 TK12
(73948) 1997 TK12 – planetoida z pasa głównego asteroid okrążająca Słońce w ciągu 5,45 lat w średniej odległości 3,1 j.a. Odkryta 2 października 1997 roku.